# Рецептор інсуліноподібного фактору росту 1 типу
Рецептор інсуліноподібного фактору росту 1 типу (англ. Insulin like growth factor 1 receptor, IGF-1R) – білок, який кодується геном IGF1R, розташованим у людини на довгому плечі 15-ї хромосоми. Довжина поліпептидного ланцюга білка становить 1 367 амінокислот, а молекулярна маса — 154 793.
Це трансмембранний рецептор, який активується за допомогою інсуліноподібного фактору росту 1 типу (ІФР-1), а також за допомогою інсуліноподібного фактору росту 2 типу. Він належить до великого класу рецепторних тирозинкіназ. Цей рецептор опосередковує ефекти ІФР-1, який є білковим гормоном, що подібний за молекулярною структурою до інсуліну. ІФР-1 відіграє важливу роль в рості та продовжує й продовжує здійснювати анаболічний ефект у дорослих, а це означає, що він може викликати гіпертрофію скелетних м'язів і інших тканин-мішеней. Миші, позбавлені IGF-1R вмирають на пізніх стадіях розвитку, а також показують різке зниження маси тіла, що свідчить про сильний вплив цього рецептора на стимуляцію росту. Миші, що несуть тільки одну функціональну копію IGF-1R нормальні, але показують зниження маси тіла на ~ 15 %.
| 10         |  | 20         |  | 30         |  | 40         |  | 50         |
| ---------- |  | ---------- |  | ---------- |  | ---------- |  | ---------- |
| MKSGSGGGSP |  | TSLWGLLFLS |  | AALSLWPTSG |  | EICGPGIDIR |  | NDYQQLKRLE |
| NCTVIEGYLH |  | ILLISKAEDY |  | RSYRFPKLTV |  | ITEYLLLFRV |  | AGLESLGDLF |
| PNLTVIRGWK |  | LFYNYALVIF |  | EMTNLKDIGL |  | YNLRNITRGA |  | IRIEKNADLC |
| YLSTVDWSLI |  | LDAVSNNYIV |  | GNKPPKECGD |  | LCPGTMEEKP |  | MCEKTTINNE |
| YNYRCWTTNR |  | CQKMCPSTCG |  | KRACTENNEC |  | CHPECLGSCS |  | APDNDTACVA |
| CRHYYYAGVC |  | VPACPPNTYR |  | FEGWRCVDRD |  | FCANILSAES |  | SDSEGFVIHD |
| GECMQECPSG |  | FIRNGSQSMY |  | CIPCEGPCPK |  | VCEEEKKTKT |  | IDSVTSAQML |
| QGCTIFKGNL |  | LINIRRGNNI |  | ASELENFMGL |  | IEVVTGYVKI |  | RHSHALVSLS |
| FLKNLRLILG |  | EEQLEGNYSF |  | YVLDNQNLQQ |  | LWDWDHRNLT |  | IKAGKMYFAF |
| NPKLCVSEIY |  | RMEEVTGTKG |  | RQSKGDINTR |  | NNGERASCES |  | DVLHFTSTTT |
| SKNRIIITWH |  | RYRPPDYRDL |  | ISFTVYYKEA |  | PFKNVTEYDG |  | QDACGSNSWN |
| MVDVDLPPNK |  | DVEPGILLHG |  | LKPWTQYAVY |  | VKAVTLTMVE |  | NDHIRGAKSE |
| ILYIRTNASV |  | PSIPLDVLSA |  | SNSSSQLIVK |  | WNPPSLPNGN |  | LSYYIVRWQR |
| QPQDGYLYRH |  | NYCSKDKIPI |  | RKYADGTIDI |  | EEVTENPKTE |  | VCGGEKGPCC |
| ACPKTEAEKQ |  | AEKEEAEYRK |  | VFENFLHNSI |  | FVPRPERKRR |  | DVMQVANTTM |
| SSRSRNTTAA |  | DTYNITDPEE |  | LETEYPFFES |  | RVDNKERTVI |  | SNLRPFTLYR |
| IDIHSCNHEA |  | EKLGCSASNF |  | VFARTMPAEG |  | ADDIPGPVTW |  | EPRPENSIFL |
| KWPEPENPNG |  | LILMYEIKYG |  | SQVEDQRECV |  | SRQEYRKYGG |  | AKLNRLNPGN |
| YTARIQATSL |  | SGNGSWTDPV |  | FFYVQAKTGY |  | ENFIHLIIAL |  | PVAVLLIVGG |
| LVIMLYVFHR |  | KRNNSRLGNG |  | VLYASVNPEY |  | FSAADVYVPD |  | EWEVAREKIT |
| MSRELGQGSF |  | GMVYEGVAKG |  | VVKDEPETRV |  | AIKTVNEAAS |  | MRERIEFLNE |
| ASVMKEFNCH |  | HVVRLLGVVS |  | QGQPTLVIME |  | LMTRGDLKSY |  | LRSLRPEMEN |
| NPVLAPPSLS |  | KMIQMAGEIA |  | DGMAYLNANK |  | FVHRDLAARN |  | CMVAEDFTVK |
| IGDFGMTRDI |  | YETDYYRKGG |  | KGLLPVRWMS |  | PESLKDGVFT |  | TYSDVWSFGV |
| VLWEIATLAE |  | QPYQGLSNEQ |  | VLRFVMEGGL |  | LDKPDNCPDM |  | LFELMRMCWQ |
| YNPKMRPSFL |  | EIISSIKEEM |  | EPGFREVSFY |  | YSEENKLPEP |  | EELDLEPENM |
| ESVPLDPSAS |  | SSSLPLPDRH |  | SGHKAENGPG |  | PGVLVLRASF |  | DERQPYAHMN |
| GGRKNERALP |  | LPQSSTC    |  |            |  |            |  |            |

A: Аланін

C: Цистеїн

D: Аспарагінова кислота

E: Глутамінова кислота

F: Фенілаланін

G: Гліцин

H: Гістидин

I: Ізолейцин

K: Лізин

L: Лейцин

M: Метіонін

N: Аспарагін

P: Пролін

Q: Глутамін

R: Аргінін

S: Серин

T: Треонін

V: Валін

W: Триптофан

## Структура
Дві альфа-субодиниці і дві бета-субодиниці утворюють IGF-1R. Обидві альфа і бета-субодиниці синтезуються з однієї пре-мРНК. Білки-попередники піддаються глікозильованню, протеолітичному розщепленню, і зшивнню цистеїнових зв'язків з утворенням функціональних трансмембранних αβ-ланцюгів. α-ланцюги розташовані позаклітинно, в той час як β-субодиниці пронизуюють мембрану і відповідають за внутрішньоклітинну трансдукцію сигналу при стимуляції лігандом. Зрілий IGF-1R має молекулярну масу приблизно 320 кДа. Цей рецептор належить до родини, до якої також входять інсуліновий рецептор, IGF-2R (і їх відповідні ліганди IGF-1 і IGF-2) разом з кількома IGF-зв'язуючими білками.
IGF-1R і інсуліновий рецептор мають сайт зв'язування АТФ, який використовується для втримання донора фосфатів, що використовуються при автофосфорилювання. Між структурами IGF-1R і рецептора інсуліну гомологія складає 60 %.
У відповідь на зв'язування ліганду, α-ланцюг індукує автофосфорилювання тирозину β-ланцюгів. Ця подія спричинює каскад внутрішньоклітинних сигналів, що у типо-специфічних клітин часто спричиняє виживання і їх проліферацію. Структура комплексів автофосфорилювання 1165 і 1166 залишків тирозину, була ідентифікована в кристалах кіназного домену IGF-1R.

## Функція

### Роль при раку
IGF-1R причетний до декількох видів раку, включаючи рак молочної залози, простати та рак легенів. У деяких випадках його антиапоптичні властивості дозволяють раковим клітинам чинити опір цитотоксичним властивостям хіміотерапевтичних препаратів або променевої терапії. При раку молочної залози, де інгібітори EGFR, такі як ерлотиніб використовуються для пригнічення сигнального шляху EGFR, IGF-1R надає стійкості раковим клітинам за рахунок формування половинок гетеродимерів, дозволяючи EGFR сигналізації відновитися в присутності відповідного інгібітора. Цей процес згадується як перехресний між EGFR і IGF-1R. Він додатково залучений в рак молочної залози за рахунок збільшення метастатичного потенціалу початкової пухлини шляхом наділення здатністю сприяти васкуляризації.
Підвищені рівні IGF-IR виражені в більшості первинних і метастатичних пухлин пацієнтів з раком передміхурової залози. Наявні дані свідчать про те, що IGF-IR сигнализація необхідна для виживання і росту, коли клітини раку простати прогресують до андрогенної незалежності.

### Роль в передачі сигналів інсуліну
IGF-1 зв'язується з, щонайменше, двома рецепторами клітинної поверхні: IGFR і рецепторами інсуліну. IGF-1R здається «фізіологічним» рецептором — він зв'язується при IGF-1 з значно більш високою афінністю, ніж з інсуліном. Як і інсуліновий рецептор, IGF-1R є рецепторною тирозинкіназою — це означає, що він здійснює передавання сигналу, викликаючи приєднання молекули фосфату до певних тирозинових залишків. IGF-1 активує рецептор інсуліну при приблизно 0,1x потенції інсуліну. Частина цього сигналювання може бути здійснена через IGF1R/IR гетеродимери.

### Роль в краніосиностозі
Мутації в IGF1R, пов'язані з краніосиностозом.

## Інгібітори
Через подібність структур IGF-1R і рецептора інсуліну (IR), особливо в області сайту зв'язування АТФ та тирозинкіназної області, синтезування селективних інгібіторів для IGF-1R є досить складним. Важливе місце в сучасних дослідженнях посідають три основні класи інгібіторів:
- Терфостини (tyrphostins), такі як AG538 і AG1024. Вони показують деяку селективність по відношенню до IGF-1R щодо IR.
- Піроло[2,3-d]піридинові похідні, такі як NVP-AEW541, винайдений Novartis, які показують набагато більшУ (в 100 разів) селективність по відношенню до IGF-1R щодо IR.
- Моноклональні антитіла є, ймовірно, найбільш специфічні і перспективні терапевтичні сполуки.

## Регулювання
IGF1R негативно регулюється мікроРНК MIR-7.